# Erik Rosenkrantz Holck
Erik Rosenkrantz lensbaron Holck (født 19. juli 1730 på Holckenhavn, død 3. maj 1777) var en dansk officer og godsejer, bror til Christian Frederik Holck.
Han var søn af Eiler lensbaron Holck og Juliane Christine baronesse von Winterfeldt. 1760 overtog han baroniet Holckenhavn, og via sit ægteskab overtog han Trudsholm (ifølge ejeren, etatsråd Peder Marsvin og frue Regitze Skeels testamente).
Holck blev 1747 fændrik i Grenaderkorpset og samme år sekondløjtnant, 1752 ritmester i 2. fynske Rytterregiment, var 1752-57 i garnison i Svendborg, blev 1756 karakteriseret major i Søndenfjeldske nationale Rytterregiment, fik afsked 1760 og blev 1768 kammerherre.
Holck blev gift 14. november 1760 på Stück i Mecklenburg med Hedevig Margrethe von Raben til Trudsholm (26. oktober 1723 - 19. oktober 1791 på Trudsholm), datter af Hugo Frederik Raben til Stück (død 1726) og Sophie Dorothea Skinkel (med liljen) (1691-før 1729). Parret fik kun døtre, og baroniet gik derfor til slægtningen Iver Holck. 
Ægtefællerne stiftede 1762 Holcks Legat til vedligeholdelse af Marsvin-begravelsen i Dalbyover Kirke og skænkede samme år en ny altertavle og prædikestol til kirken.